# 貝菲縣 (威斯康辛州)
貝菲縣（英語：Bayfield County）是美国威斯康辛州北部的一個郡，北傍苏必利尔湖，面積5,288平方公里。根據2020年美國人口普查，共有人口16,220人。縣治瓦士本市（Washburn）。該縣成立於1845年，以紀念英國皇家海軍軍官亨利·貝菲，他是第一個勘察五大湖的人。